# Ніколас (футболіст)
Ніколас Вішіатто да Сілва (порт. Nicolas Vichiatto da Silva), відоміший під коротким прізвиськом Ніколас (порт. Nicolas, нар. 24 лютого 1997, Арапонгас) — бразильський футболіст, півзахисник клубу «Сеара», в якому грає в оренді з клубу «Америка Мінейру». Виступав також за низку інших бразильських клубів.

## Ігрова кар'єра
Ніколас Вішіатто народився 1997 року в місті Арапонгас, та є вихованцем футбольної школи клубу «Атлетіку Паранаенсе». У 2016 році футболіст розпочав грати в основній команді «Атлетіку Паранаенсе», а в 2018 році Ніколаса відправили в оренду до клубу «Понте-Прета». У 2019—2021 роках півзахисник грав у оренді в клубі «Атлетіко Гояніенсе», після чого повернувся до «Атлетіку Паранаенсе», а в 2022 році грав у оренді в клубі «Греміо».
На початку 2023 року Ніколас став гравцем клубу «Америка Мінейру». З 2025 року футболіст грає в оренді в клубі «Сеара».